# Нижня Біленька (річка)
Нижня Біленька — річка в Луганській області, права притока Сіверського Дінця. Довжина річки 19 км. Протікає через село Новоіванівка, місто Гірське, смт Нижнє та Тошківка. 

## Фізіографія

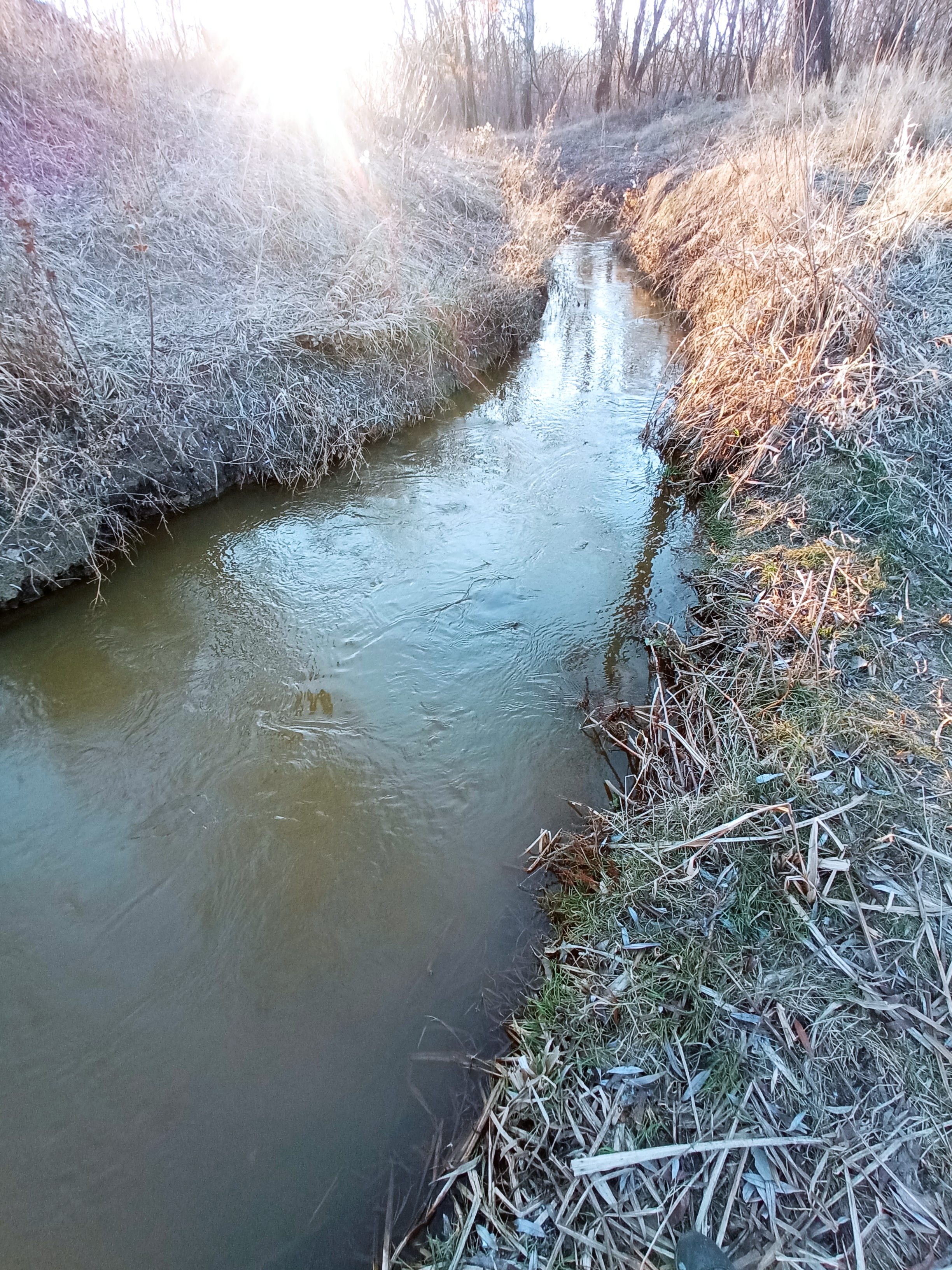
Гирло річки Нижня Біленька

Довжина Нижньої  Біленьки 19 км. Площа водозбірного басейну 117 км², похил 8,0 м/км. Колишня назва, Нижній Білий Колодязь.
Витік річки неподалік села Новоіванівка. Далі по течії північніше міста Гірське, на річці розташоване водосховище. Протікає околицями смт Тошківка, а у смт Нижнє, впадає до Сіверського Дінця.
В басейні Біленької три річки, середня довжина яких 2,57 км. Найдовший приток — р. Водяне (довжина 3,45 км).
Ширина русла в основному коливається від 2 до 4 м, іноді досягаючи 5-7 м, а в зоні водосховищ — 140 м. Дно русла переважно мулисте, нерівне. Швидкість течії невелика, на деяких ділянках практично нульова.